# Turcmeniella
Turcmeniella es un género de foraminífero bentónico de la familia Marginaridae, de la superfamilia Parathuramminoidea, del suborden Fusulinina y del orden Fusulinida. Su especie tipo es Turcmeniella astra. Su rango cronoestratigráfico abarca desde el Givetiense (Devónico medio) hasta el Fameniense (Devónico superior).

## Discusión
Clasificaciones más recientes incluirían Turcmeniella en el suborden Parathuramminina, del orden Parathuramminida, de la subclase Afusulinina y de la clase Fusulinata.

## Clasificación
Turcmeniella incluye a las siguientes especies:
- Turcmeniella astra †
- Turcmeniella carbonica †

Otra especie considerada en Turcmeniella es:
- Turcmeniella anularia †, de posición genérica incierta